# Freie Wirtschaftszone Akmenė
Die Freie Wirtschaftszone Akmenė ist ein räumlich abgegrenztes geographisches Gebiet von 98,6 ha in der Rajongemeinde Akmenė in Litauen, für das rechtliche und administrative Erleichterungen für Investoren bestehen (Sonderwirtschaftszone). Die Zone wurde  2012 mit dem Gesetz über Freie Wirtschaftszone Akmenė für 49 Jahre errichtet. Sie liegt 135 km vom Flughafen Palanga entfernt.